# Bandera de Mississipi
La bandera de Mississipi, representa una flor de magnòlia blanca envoltada pel lema "In God We Trust" i 21 estels (20 blancs i 1 d'or), tot centrat dins el pal canadenc blau marí vorejat d'or sobre un camp vermell. L'estel més septentrional del grup és d'or i està composta per un patró de cinc diamants, un símbol indígena. Va ser adoptada l'11 de gener de 2021 i va substituir la bandera anterior que mostrava la bandera de guerra dels Estats Confederats d'Amèrica al quarter superior esquerre.

## Història

### Bandera de 1861
Quan Mississipi es va separar de la Unió el 9 de gener de 1861, com un signe d'independència, la bandera Bonnie Blue (una sola estrella blanca sobre un camp blau) va ser hissada a l'edifici del capitoli de Mississipi a Jackson. Aquesta bandera va ser originalment utilitzada en la rebel·lió de Florida Occidental de 1810. El 26 de gener Mississipi va adoptar oficialment una nova bandera, que incloïa la bandera Bonnie Blue en el seu quarter (en heràldica: cantonada) superior esquerre i un arbre de magnòlia en el seu camp central, coneguda com "la bandera de la magnòlia".

Bandera de la magnòlia (1861-1865)
Versió no oficial de la mateixa bandera.

### Bandera de 1894
El 1894 una nova bandera va ser adoptada per la Legislatura de Mississipi en un període extraordinari de sessions. Codi de Mississipi, títol 3, capítol 3 descriu la bandera de la següent manera:
| « | § 3.3.16. Disseny de la bandera de l'estat. La bandera oficial de l'Estat de Mississipi tindrà el següent disseny: amb un ample de dos terços (2/3) de la seva longitud, amb el sindicat (cantó) quadrat, en l'ample de les dues terceres parts (2/3) de la amplada de la bandera, la bandera de la Unió a ser de color vermell i amb una aspa blava amplia sobre aquesta, vorejat de blanc i adornada amb tretze (13) estrelles de cinc puntes, el que correspon amb el nombre dels estats originals de la Unió, el camp es divideix en tres (3) barres d'igual amplada, la superior blava, el blanc del centre, i l'inferior, que s'estén en tota la longitud de la bandera, vermella (els colors nacionals), aquesta és la bandera adoptada per la Legislatura de Mississipi en la Sessió Especial de 1894. | » |

Bandera durant 1894-1996.
Bandera durant 1996-2001.
Bandera durant 2001-2020.

### Referèndum sobre la bandera del 2001

Disseny proposat per al referèndum de 2001

El 17 d'abril de 2001 es va proposar als votants de Mississipi un referèndum per canviar la bandera de l'estat. La proposta oferia substituir la bandera de batalla Confederada per un cantó blau amb 20 estrelles. L'anell extern de 13 estrelles representaria les Tretze Colònies originals, l'anell de sis estrelles representaria les sis nacions que han tingut sobirania sobre el territori de Mississipi (nacions índies, França, Espanya, Gran Bretanya, Estats Units i els Estats Confederats d'Amèrica), i l'estrella interior i lleugerament més gran representaria el mateix Mississipi. Les 20 estrelles també representarien l'estat de Mississipi com a 20è membre dels Estats Units. La proposta de nova bandera va ser àmpliament derrotada, amb un percentatge del 65% en contra i un 35% a favor.

## Jurament a la Bandera de l'Estat de Mississipi
La promesa de la bandera de l'estat és la següent:
| « | Saludo la bandera de Mississipi i l'Estat sobirà que defensa amb orgull en la seva història i els èxits i amb confiança en el seu futur sota la guia de Déu Totpoderós. | » |